# Ricardo Majó
Ricardo Majó y Puig (Sevilla, 1885-Madrid, 1960) fue un escritor español.

## Biografía
Habría nacido el 13 de junio de 1885 en Sevilla. En 1931 estaba involucrado en Acción Republicana en la provincia de Sevilla, sin embargo fue expulsado del partido en 1932. También formó parte del Partido Republicano Autonomista Andaluz.  Fallecido el 7 de diciembre de 1960 en Madrid, en su casa de la calle de Zurbarán, fue padre de la también escritora María Rosa Majó.
Majó, que cultivó el genéro biográfico, fue autor de obras como Los apólogos hedonistas (narraciones), El retorno (novela), El descubrimiento del pais de Utopía, Las generosas y primitivas empresas de Manuel Iradier Bulfy en la Guinea española. El hombre y sus hechos, Japón, país de aurora, antiguo y moderno, Navegantes, conquistadores y colonizadores del siglo XVI, Fray Junípero Serra, Itinerario de Marco Polo y Psicología y metafísica del amor. En 1953 se le concedió un premio Virgen del Carmen.